# Clemens August von Plettenberg
Clemens August Reichsgraf von Plettenberg (* 26. Oktober 1724; † 3. Dezember 1778) war Domherr in Mainz, Paderborn und Münster.

## Leben
Als Sohn des Friedrich Bernhard Wilhelm von Plettenberg (1695–1730) und seiner Gemahlin Agnes Sophia von Westerholt zu Lembeck (1696–1768) wuchs Clemens August von Plettenberg zusammen mit seinen Geschwistern, darunter
- Joseph Clemens (1721–1786, Erbkämmerer) und
- Ferdinand Joseph (1729–1777, Domherr)

in einer der ältesten und bedeutendsten Adelsfamilien Westfalens auf.
Mit dem Erhalt der Tonsur am 22. März 1731 wurde Clemens August auf ein geistliches Leben vorbereitet. 1737 erhielt er im Mainzer Dom eine Dompräbende, die wegen der verweigerten Aufschwörung später zurückgenommen wurde.
Clemens August Maria Kerckerinck verzichtete im Jahre 1746 auf sein Paderborner Domkanonikat und überließ es von Plettenberg. Hier wurde er auch Kammerpräsident. Die Verleihung einer Präbende durch den Turnar in Münster fiel in das Jahr 1748. Von Plettenberg war Inhaber des Archidiakonats in Stadtlohn und zugleich Propst in der Kleinen Marienkirche in Lippstadt.